# José da Silva Guimarães (médico)
José da Silva Guimarães (Rio de Janeiro, 19 de março de 1817 – Paris, 8 de julho de 1855) foi um médico brasileiro.
Graduado pela Universidade de Paris, obteve o doutoramento na Faculdade de Medicina do Rio de Janeiro em 1840, com a tese “Algumas Considerações a Respeito de Lesões Traumáticas das Artérias”. Foi eleito membro da Academia Nacional de Medicina em 1843, com o número acadêmico 56, na presidência de Joaquim Cândido Soares de Meireles.